# Abscon
Abscon ist eine französische Gemeinde mit 4160 Einwohnern (Stand: 1. Januar 2022) im Département Nord in der Region Hauts-de-France (zuvor Nord-Pas-de-Calais). Sie gehört zum Arrondissement Valenciennes und zum Kanton Denain. Die Einwohner werden Absconnais genannt.

## Geographie
Abscon liegt etwa auf halber Strecke zwischen den jeweils 17 Kilometer entfernten Städten Valenciennes und Douai. Zur Gemeinde Abscon gehören die Bergarbeitersiedlungen Cité du Chaufour und Cité de la République.
Umgeben wird Abscon von den Nachbargemeinden Fenain und Erre im Norden, Escaudain im Nordosten und Osten, Rœulx im Südosten, Mastaing im Süden, Émerchicourt im Südwesten, Aniche im Westen sowie Somain im Nordwesten.
Durch die Gemeinde führt die Autoroute A2. Hier am Autobahndreieck geht die Autoroute A21 nach Lens ab.

## Geschichte
Der Name des Ortes ist seit 1103 als Abconium bestätigt. Bereits im 11. Jahrhundert besteht hier ein größerer Pfarrbezirk, der von einer Kirche mit dem Patrozinium Saint-Brice geführt wird.

### Bevölkerungsentwicklung
| Jahr                       | 1962 | 1968 | 1975 | 1982 | 1990 | 1999 | 2006 | 2020 |
| Einwohner                  | 4819 | 4899 | 4636 | 4213 | 3954 | 4135 | 4152 | 4241 |
| Quellen: Cassini und INSEE |      |      |      |      |      |      |      |      |

## Kultur und Sehenswürdigkeiten
- Ruinen des Schlosses aus dem 18. Jahrhundert
- Gebäude aus der Zeit um 1765
- Rathaus Abscon

Adalbaud und Rictrude, die Géants d'Abscon (deutsch: Giganten von Abscon) gehören zu den in Nordfrankreich und im benachbarten Belgien auf Festen verbreiteten traditionellen Riesenfiguren (Géants du Nord), die seit 2005 von der UNESCO unter dem Titel Prozessionen der Riesen und Drachen aus Belgien und Frankreich als Meisterwerke des mündlichen und immateriellen Erbes der Menschheit geführt werden.

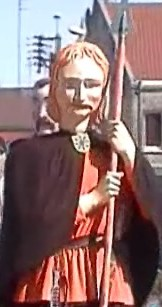
Adalbaud
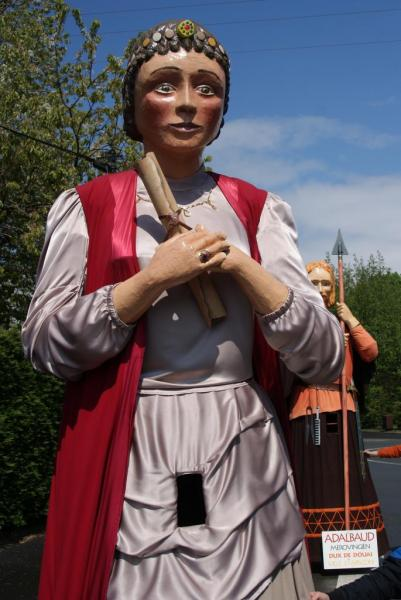
Rictrude